# Dal Negro (azienda)
Teodomiro Dal Negro Fabbrica Carte da Gioco S.r.l. è un'azienda italiana che produce carte da gioco, tarocchi, carte da divinazione, scacchi, scacchiere, backgammon, roulette, tappeti e giochi per ragazzi.

## Storia
Le origini dell'azienda vengono fatte risalire al 1756, anno in cui alcuni documenti storici testimoniano l'esistenza di una fabbrica di carte da gioco a Treviso di proprietà austriaca. Quasi un secolo dopo a sviluppare la produzione trevigiana di carte furono i fratelli Francesco e Giovanni Prezioso, che incaricarono l'incisore Nani Inci di riformulare i disegni delle carte venete. La ditta dei fratelli Prezioso fu rilevata nel 1876 da Francesca Rind dando vita alla Successori Prezioso.
Fu nel 1928 che Teodomiro Dal Negro rilevò la società fondando la Fabbrica carte da giuoco Bennati & Dal Negro Successori Prezioso. La nascita del marchio Dal Negro avvenne tuttavia il 3 giugno 1939 con la fondazione della Fabbrica Carte da Giuoco - Industrie Cartotecniche Teodomiro Dal Negro.
Nel 1947 venne inaugurato lo storico stabilimento di via Fratelli Bandiera, appena fuori dalle mura di Treviso. Con l'abolizione della tassa di bollo sulle carte da gioco nel 1973 la domanda crebbe esponenzialmente e quindi la Dal Negro inaugurò l'anno successivo la fabbrica di Carbonera, iniziando a produrre anche giochi classici come scacchi, dama, mulino, backgammon e roulette.
Nel 2002 la sede si spostò da Treviso a Carbonera in un nuovo stabilimento più moderno e funzionale mentre negli anni successivi fu ampliata la gamma attraverso l'acquisizione dei marchi Masenghini, produttori di carte da gioco per professionisti, e NTP, specializzata nella produzione di carte da gioco per i casinò. Nel 2005 iniziò anche la produzione di giochi per bambini. Nel 2009 l'azienda ha ampliato l'attività avviando la produzione di giochi in legno per bambini, ottenendo anche l'esclusiva per l'importazione dei mattoncini compatibili con i LEGO prodotti dall'azienda polacca Cobi, e importando da Cipro i giochi Engino, dotati di pannelli solari, ingranaggi e leve ad alto contenuto tecnologico.

## Tarocchi Dal Negro
- Tarocco Indovino - Tarocco Indovino (1978), di Sergio Ruffolo.
- Bizarre Tarot - Tarocco Bizzarro (1980), di Franco Bruna.
- Tarot of the Stars - Tarocchi delle Stelle (1991), di Gio Tavaglione.
- Mitelli's Tarot - Tarocchini del Mitelli (1995), ristampa del mazzo originale stampato da Giuseppe Maria Mitelli intorno al 1680.
- Visconti Tarots - Tarocchi dei Visconti (1997), ristampa del mazzo originale stampato da un anonimo intorno al 1460.
- Romeo and Juliet: Shakespeare Tarot - Tarocchi di Shakespeare (1998), di Luigi Scapini.
- Stained-glass windows Tarot - Tarocchi delle Vetrate (1999), di Luigi e Giulia Scapini.
- Dario Fo's Tarot - Tarocchi di Dario Fo (2002), di Dario Fo e Dominique Gobbo.
- Lukumi Tarot - Tarocchi Lukumi (2003), concepiti da Emanuele Coltro Guidi, illustrati da Luigi Scapini.
- Bacchus Tarot - Tarocchi di Bacco (2005), concepiti da Giordano Berti, illustrati da Luigi e Giulia Scapini.
- Venezia Tarot - Tarocchi di Venezia (2007), concepiti da Giordano Berti, illustrati da Davide Tonato.

## Giochi di carte
- Corsari
- DinoQuiz
- Dummy
- Top
- Verba Game